# Сатир железный
Сатир железный или Бархатница Статилин — вид дневных бабочек семейства Бархатницы, вид рода Hipparchia.

## Этимология латинского названия
Статилин (римская мифология) — римский бог, покровитель детей.

## Описание
Длина переднего крыла 23—30 мм. Размах крыльев 43—48 мм. Верхняя сторона крыльев тускло-коричневая, у самцов порой почти до чёрной. На переднем крыле с каждой стороны два глазчатых пятна, между которыми находятся две маленькие белые точки. Глазчатых пятна самок обычно с белыми «зрачками», у самцов они обычно отсутствуют. Нижняя сторона задних крыльев порой без рисунка.
Изменчивость окраски бабочек в различных популяциях часто коррелирует с цветом почвы и камней. В засушливые обычно бабочки мельчают.

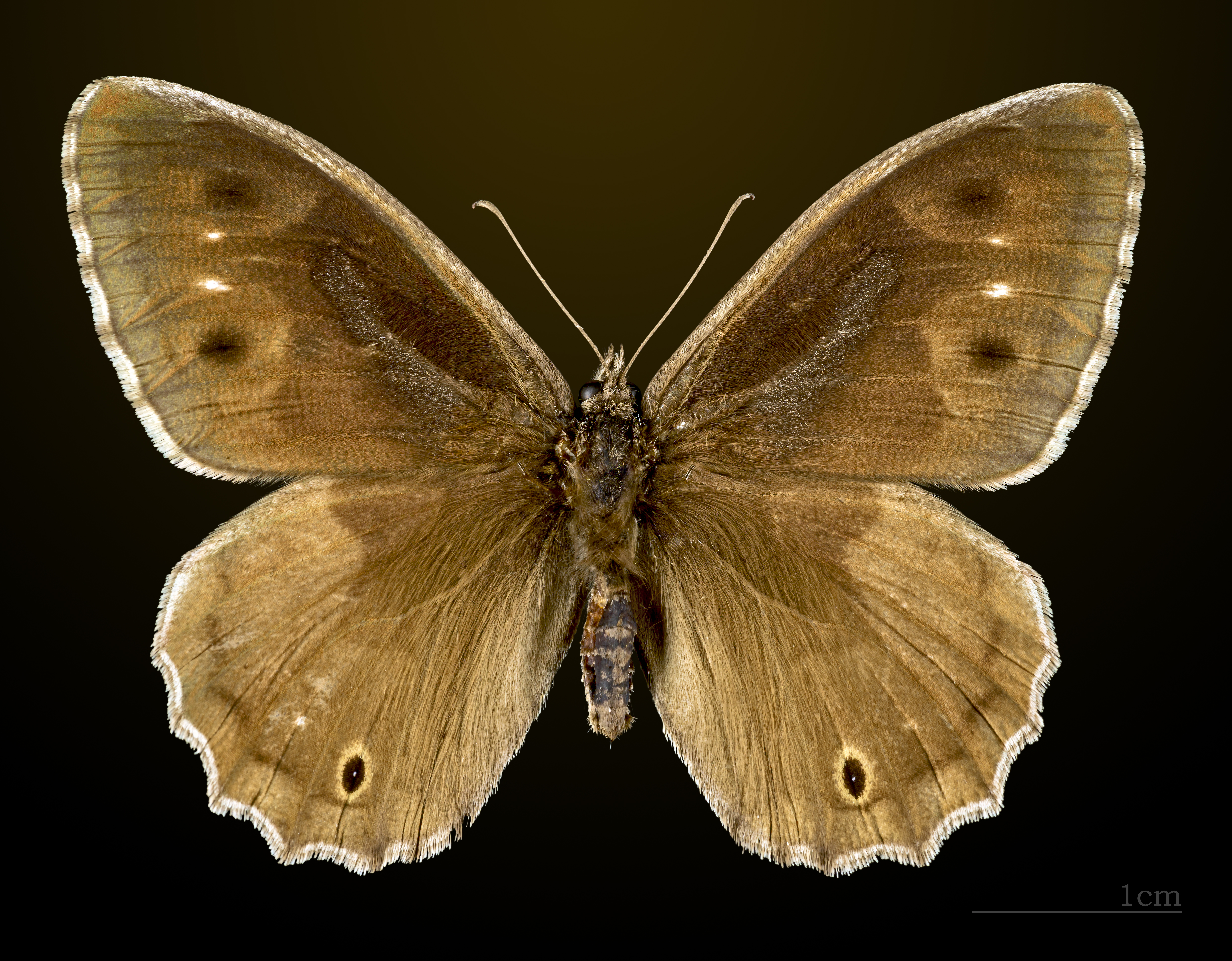
♂
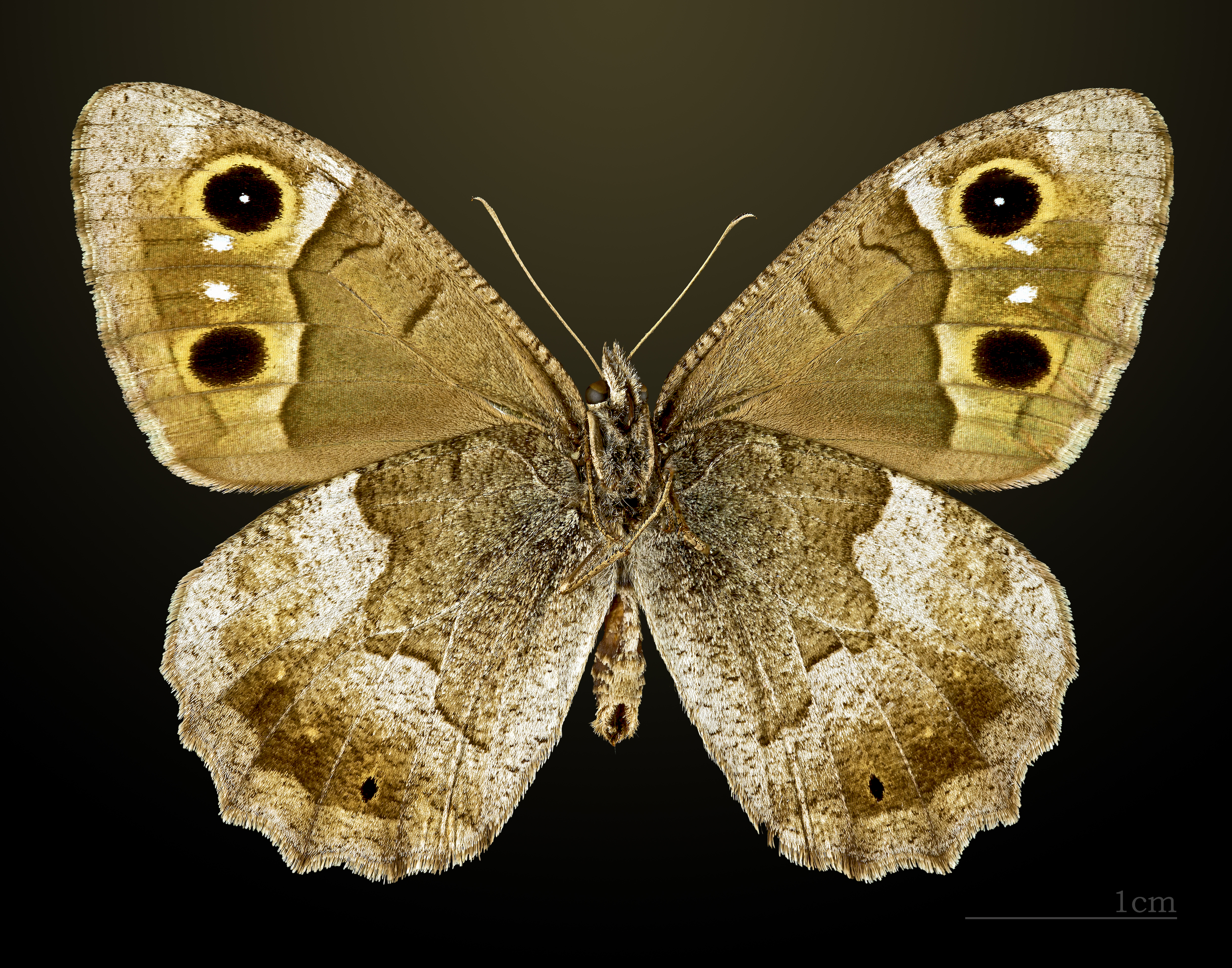
♂ △
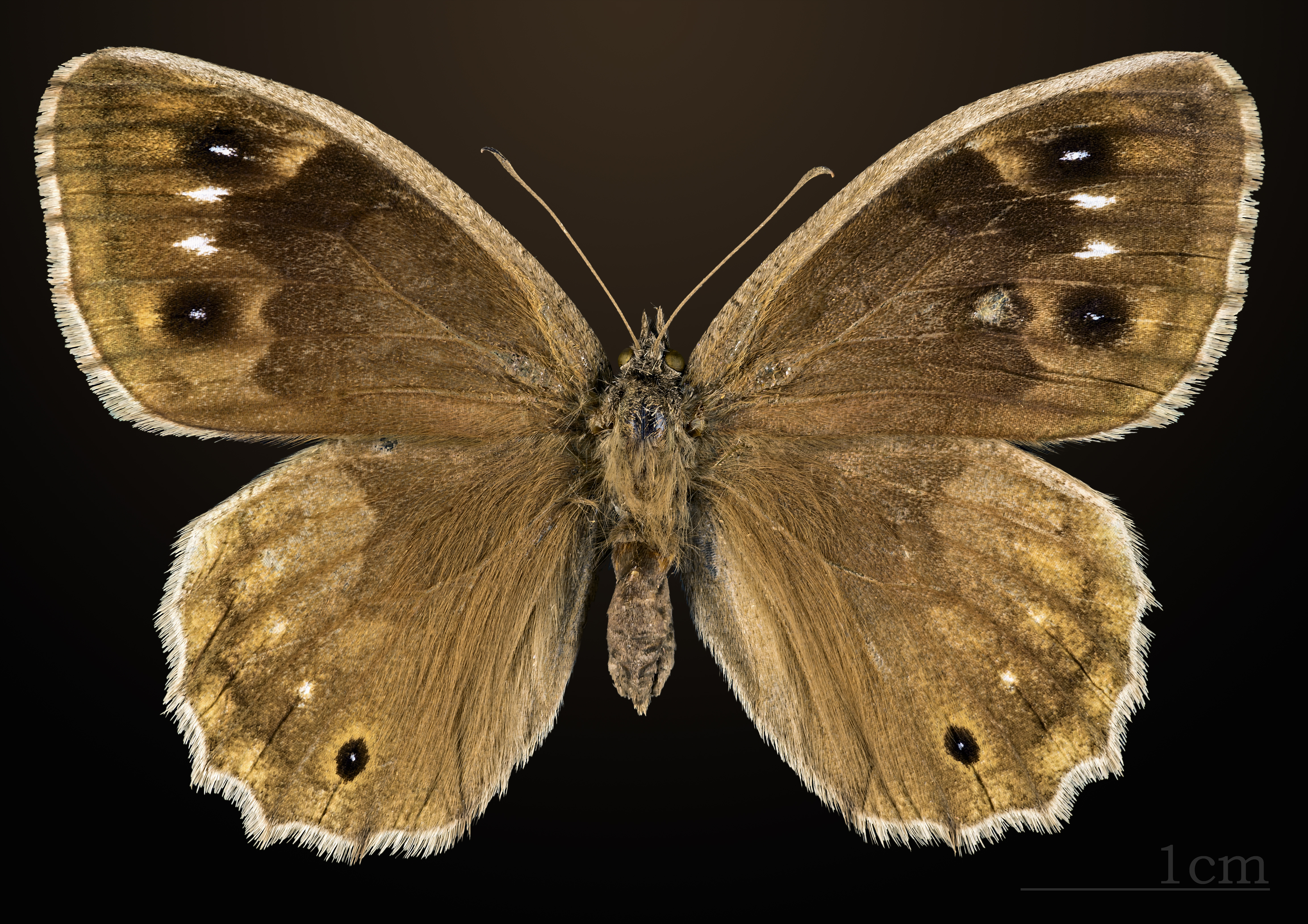
♀
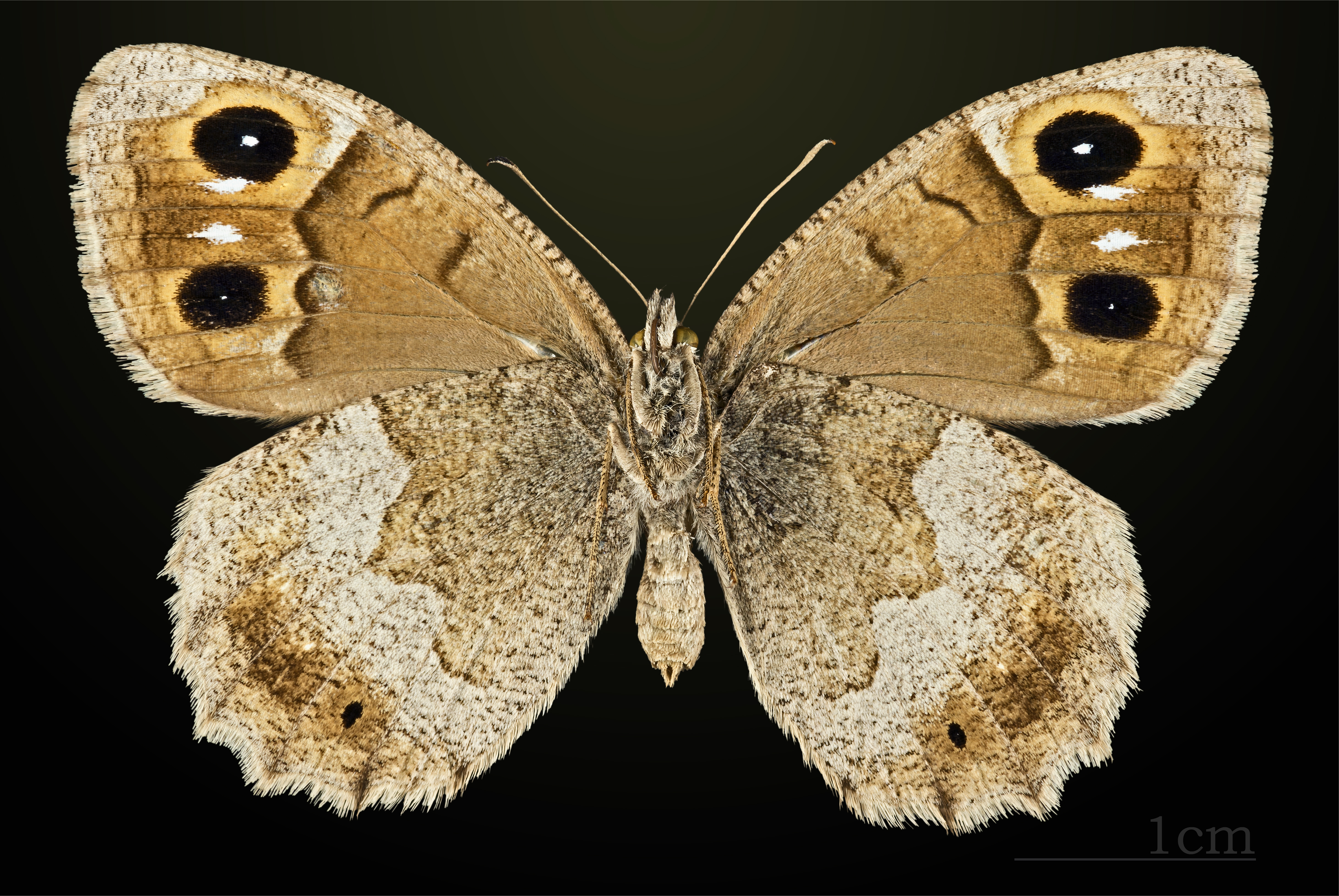
♀ △

## Ареал

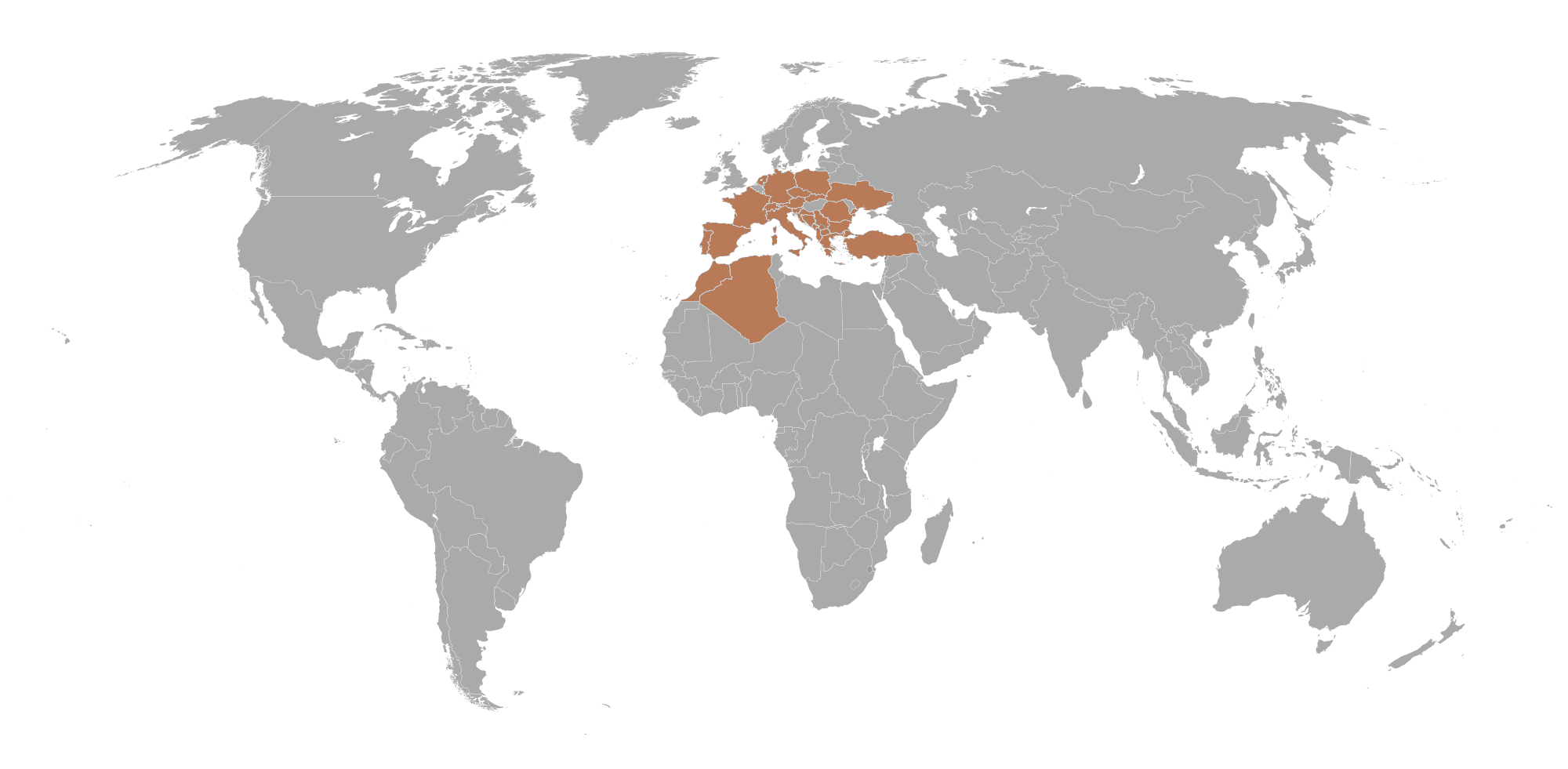
Карта ареала

Северо-западная Африка, Южная и Центральная и Юго-восточная Европа, Кавказ и Закавказье, Турция.
На территории России встречается локально от Самарской области на юг до предгорий и гор Кавказа. Вид весьма локально встречается в Нижнем Поволжье. На Западном Кавказе железный сатир встречается только лишь в окрестностях Новороссийска (Краснодарский край). Относительно широко распространён в Дагестане и Чеченской республике.
На территории Беларуси известен из Гомельской и Брестской областей. Встречается на северо-западе Польши, ряде мест Украины, Словакии, Западной Венгрии и Румынии.
По единственному экземпляру известен в Литве (на востоке страны).

## Местообитание
На севере Украине бабочки этого вида встречаются небольшими колониями, которые занимают территорию в несколько гектаров, по сухим солнечным полянам боров, просеках и опушках сосновых посадок (на песчаных почвах), в Южной Украине встречаются на песчаных и глинистых участках по берегам рек, на полупустынных солончаковых равнинах вблизи морского побережья. В юго-восточной части Украины встречается на участках целинных степей, обрывистых каменистых склонах с редкой травянистой растительностью, на пастбищах. В Горном Крыму вид встречается среди редколесий и на остепненных скалистых склонах Южного берега. На Кавказе вид встречается на сухих каменистых склонах в аридных редколесьях на высоте до 2000 м над ур. м.

## Биология
Развивается в одном поколении за год. Время лёта на севере ареала припадает на август-октябрь, в Крыму — в июле-августе. Бабочки часто сидят в растительности на земле, на коре деревьев у основания. Довольно пугливы.

## Цикл развития
Самка откладывает одиночные яйца поштучно на нижнюю сторону сухих стеблей кормовых растений. В среднем самка откладывает от 120 до 170 шт. Зимуют гусеницы младших возрастов. После зимовки гусеница развивается до июня и окукливается в сплетенном коконе в подстилке, в пазухах листьев или в почве на глубине 1—2 см.

## Кормовые растения гусениц
Кормовые растения гусениц — различные злаки.
Неравноцветник бесплодный, Bothriochola ischaemum, Bromus erectus Bromus sp, Corynephorus canescens, Deschampsia cespitosa, Deschampsia sp., Festuca ovina, Poa annua, мятлик, ковыль перистый.

## Замечания по охране
Отнесён к категории исчезающих либо находящихся под угрозой исчезновения видов в ряде стран Европы: в Чехии, Польше (возможно, в Польше уже вымер). Включён в Красные книги Литвы (1992) (1 категория), Украины (1994) (3 категория), Саратовской области России (1996). Также вид охраняется в Словакии.